# 권준현
권준현(權俊賢, 2000년 9월 12일 ~)은 대한민국의 가수이다. 대구광역시 출생으로 동 지역의 계명대학교에 재학중이며, 2024년 2월 디지털 싱글 '루틴'을 통해 데뷔하여 음악활동을 이어가고 있다.